# Överfallet vid Burgstall-Reindorff-Angern
Överfallet vid Burgstall-Reindorff-Angern var ett svenskt nattligt överfall mot de tre orterna Burgstall, Reindorff och Angern natten mellan 27 juli och 28 juli 1631. 

## Bakgrund
Under sommaren samlades tysk-romerska styrkor under befäl av Johann Tserclaes Tilly och Gottfried Heinrich zu Pappenheim i Wolmirstedt. Därefter skickades kavalleritrupper mot Gustav II Adolfs starkt befästa läger vid Werben för att rekognoscera området. När kungen fått underrättelse om detta samlade han sitt eget kavalleri i Arneburg, beläget mellan Werben och Tangermünde, vilket han sedan förde till Bellingen. Målet för hans tänkta anfall var orterna Burgstall och Reindorff, besatt av ett regemente vardera, samt Angern, besatt av två. Kungen marscherade söderut med sitt kavalleri natten den 26 juli och stod under den 27 juli stilla fram till kvällen, då anfallet inleddes.

## Överfallet
Anfallet skedde i tre kolonner. Den västra, under befäl av Wolf Heinrich von Baudissin, genomförde mot Burgstall det första överfallet. Större delen av regementet sov, samt hade även försummat att ordentligt vakta orten, varför det blev fullständigt överraskat och skingrat. Kort därefter nådde Gustav II Adolfs mellersta kolonn Reindorff. Styrkan där hade lyckats organisera sig då de väckts av stridigheterna vid Burgstall, och soldaterna slog därför inledningsvis tillbaka anfallet. Kungen blev under striden omringad när han red in mitt bland fienden, men räddades av Harald Stake. Befälhavaren för de tysk-romerska styrkorna, överste Wratel Euseb von Bernstein, blev själv skjuten vid samma tillfälle. Därefter retirerade hans soldater. Den östra kolonnen, under befäl av Otto Ludwig von Salm, var den sista som anföll sitt mål. När han nådde Angern hade regementena där ordnar ett ordentligt försvar, och då orten även besattes av den största avdelningen var det här som den kraftigaste striden utvecklades. Även härifrån fick de tysk-romerska styrkorna dock fly. Efter det lyckade överfallet brände svenskarna orterna och återvände sedan norrut.